# Вице-президент Турции
Вице-президент Турции (тур. Türkiye Cumhuriyeti Cumhurbaşkanı yardımcısı)— должность, учреждённая после конституционной реформы 2017 года. В 2018 году должность Премьер-министра страны была упразднена, а вице-президент стал заместителем Президента. Вице-президент Турции является вторым по значимости конституционным постом в Турции после Президента.

## Список вице-президентов Турции
| № | Портрет | Имя и годы жизни         | Срок полномочий | Срок полномочий | Политическая партия              | Предыдущая должность                         |
| - | ------- | ------------------------ | --------------- | --------------- | -------------------------------- | -------------------------------------------- |
| 1 |         | Фуат Октай род. 1964     | 10 июля 2018    | 3 июня 2023     | беспартийный                     | Советник аппарата главы правительства Турции |
| 2 |         | Джевдет Йылмаз род. 1967 | 3 июня 2023     | действующий     | Партия справедливости и развития | Советник аппарата главы правительства Турции |